# Brefeldia
Brefeldia — рід грибів родини Stemonitidaceae. Назва вперше опублікована 1873 року.

## Класифікація
До роду Brefeldia відносять 1 вид:
- Brefeldia maxima